# موتور مشاع یک ریحان‌آباد
موتور مشاع یک ریحان‌آباد، روستایی در دهستان گلاشکرد بخش مرکزی شهرستان فاریاب در استان کرمان ایران است.

## جمعیت
بر پایه سرشماری عمومی نفوس و مسکن در سال ۱۳۹۵، جمعیت این روستا برابر با ۳۴۲ نفر (۱۳۱ خانوار) بوده‌است.